# Аргунски хребет
Аргу̀нският хребет (на руски: Аргунский хребет) е нископланински хребет в Южен Сибир, в югоизточната част на Забайкалски край на Русия. Разположен е покрай левия бряг на река Аргун (дясна съставяща на Амур), от сгт Забайкалск на югозапад до долината на река Урулюнгуй (ляв приток на Аргун) на североизток, на протежение от около 130 km и ширина 35 – 40 km. Средна височина 800 – 1000 m, максимална – връх Гиритуй 1122 m, издигащ се в южната му част. Изграден е от гранити и вулканогенно-теригенни седименти (пясъчници, конгломерати, туфи). От него водят началото си малки и къси маловодни реки леви притоци на Аргун и десни притоци на Урулюнгуй. По склоновете му господства степната растителност, която се използва за пасища.

## Топографски карти
- Лист от карта M-50-XVII Краснокаменск. Мащаб: 1 : 200 000. Указать дату выпуска/состояния местности.
- Лист от карта M-50-XXIII Кайластуй. Мащаб: 1 : 200 000. Указать дату выпуска/состояния местности.
- Лист от карта M-50-XXII Маньчжурия. Мащаб: 1 : 200 000. Указать дату выпуска/состояния местности.